# Copa América de Voleibol Masculino
La Copa América de Voleibol Masculino es un torneo internacional de voleibol masculino organizado por la CSV para selecciones nacionales de Sudamérica. Este torneo otorga puntos en el ranking FIVB.

## Historial
| N.º | Año  | Sede   |        |           |           |       |
| --- | ---- | ------ | ------ | --------- | --------- | ----- |
| I   | 2025 | Brasil | Brasil | Argentina | Venezuela | Chile |
| II  | 2026 | Perú   |        |           |           |       |

## Medallero
- Actualizado a Brasil 2025.

| # | País      | Medalla de oro | Medalla de plata | Medalla de bronce | Total |
| - | --------- | -------------- | ---------------- | ----------------- | ----- |
| 1 | Brasil    | 1              | 0                | 0                 | 1     |
| 2 | Argentina | 0              | 1                | 0                 | 1     |
| 3 | Venezuela | 0              | 0                | 1                 | 1     |
| 4 | Chile     | 0              | 0                | 0                 | 0     |
| 5 | Colombia  | 0              | 0                | 0                 | 0     |
| 6 | Paraguay  | 0              | 0                | 0                 | 0     |
| 7 | Perú      | 0              | 0                | 0                 | 0     |